# Alexander Pereira Cardoso
Alexander Pereira Cardoso (Belo Horizonte, Minas Gerais, Brasil, 15 de març de 1975), futbolista brasiler. Juga de davanter i el seu primer equip fou l'América FC.

## Clubs
| Club                   | País   | Any       |
| ---------------------- | ------ | --------- |
| América FC             | Brasil | 1995-1997 |
| Cruzeiro               | Brasil | 1997      |
| EC Vitória             | Brasil | 1998      |
| Esporte Clube Bahia    | Brasil | 1999-2000 |
| Atlético Paranaense    | Brasil | 2000-2003 |
| Tigres UANL            | Mèxic  | 2003-2004 |
| Clube Atlético Mineiro | Brasil | 2004-2005 |
| Atlético Paranaense    | Brasil | 2005      |
| Kashima Antlers        | Japó   | 2005-2007 |
| Palmeiras              | Brasil | 2008      |
| Grêmio                 | Brasil | 2009 -    |

## Palmarés

### Campionats nacionals
| Títol                        | Club                | País   | Any  |
| ---------------------------- | ------------------- | ------ | ---- |
| Campionat Brasiler de Futbol | Atlético Paranaense | Brasil | 2001 |
| Campionat Paranaense         | Atlético Paranaense | Brasil | 2001 |
| Campionat Paranaense         | Atlético Paranaense | Brasil | 2002 |
| Campionat Paranaense         | Atlético Paranaense | Brasil | 2005 |
| Campionat Paulista           | Palmeiras           | Brasil | 2008 |

### Copes internacionals
| Títol                       | Equip (*) | País   | Any  |
| --------------------------- | --------- | ------ | ---- |
| Copa Llibertadors d'Amèrica | Cruzeiro  | Brasil | 1997 |